# Burkett Needle
La Burkett Needle est une formation rocheuse imposante située près du glacier Burkett, dans la chaîne Côtière, en Alaska.

## Géographie
La Burkett Needle est une aiguille granitique très élancée.

## Ascension
Ce sommet est prisé par les grimpeurs expérimentés en raison de sa difficulté, avec des parois abruptes et des voies d'escalade très raides.